# Resolutie 989 Veiligheidsraad Verenigde Naties
Resolutie 989 van de Veiligheidsraad van de Verenigde Naties werd unaniem aangenomen op 24 april 1995. De Veiligheidsraad stelde een shortlist op met kandidaturen voor rechter in het Rwanda-tribunaal.

## Achtergrond
Toen Rwanda een Belgische kolonie was, werd de Tutsi-minderheid in het land verheven tot een elite die de grote Hutu-minderheid wreed onderdrukte. Na de onafhankelijkheid werden de Tutsi verdreven en namen de Hutu de macht over. Het conflict bleef aanslepen, en in 1990 vielen Tutsi-milities verenigd als het FPR Rwanda binnen. Met westerse steun werden zij echter verdreven.
In Rwanda zelf werd de Hutu-bevolking opgehitst tegen de Tutsi. Dat leidde begin 1994 tot de Rwandese genocide. De UNAMIR-vredesmacht van de Verenigde Naties kon vanwege een te krap mandaat niet ingrijpen. Later dat jaar werd het Rwanda-tribunaal opgericht om de daders te vervolgen.

## Inhoud
Krachtens artikel °12 van de statuten van het Rwanda-tribunaal mochten landen kandidaturen indienen voor rechters in dit tribunaal. Vervolgens mocht elk land tot twee kandidaten van verschillende nationaliteit nomineren. Uit deze nominaties moest de Veiligheidsraad vervolgens een shortlist met twaalf tot achttien namen opmaken voor de Algemene Vergadering. Die moest ten slotte zes rechters verkiezen uit deze lijst.
De Veiligheidsraad stelde volgende shortlist samen. De kandidaten die in mei 1995 door de Algemene Vergadering werden verkozen, zijn gemarkeerd.
| Kandidaat                | Nationaliteit                   | Verk. |
| ------------------------ | ------------------------------- | ----- |
| Lennart Aspegren         | Zweden                          | X     |
| Kevin Haugh              | Ierland                         |       |
| Laïty Kama               | Senegal                         | X     |
| Tafazzal Khan            | Bangladesh                      | X     |
| Wamulungwe Mainga        | Zambia                          |       |
| Iakov Ostrovskij         | Rusland                         | X     |
| Navanethem Pillay        | Zuid-Afrika                     | X     |
| Edilbert Razafindralambo | Madagaskar                      |       |
| William Sekule           | Tanzania                        | X     |
| Anne Marie Stoltz        | Noorwegen                       |       |
| Jiri Toman               | Tsjechië en Zwitserland         |       |
| Lloyd Williams           | Jamaica en Saint Kitts en Nevis |       |

## Verwante resoluties
- Resolutie 977 Veiligheidsraad Verenigde Naties
- Resolutie 978 Veiligheidsraad Verenigde Naties
- Resolutie 997 Veiligheidsraad Verenigde Naties
- Resolutie 1005 Veiligheidsraad Verenigde Naties

Lijst ·  970 ·  971 ·  972 ·  973 ·  974 ·  975 ·  976 ·  977 ·  978 ·  979 ·  980 ·  981 ·  982 ·  983 ·  984 ·  985 ·  986 ·  987 ·  988 ·  989 ·  990 ·  991 ·  992 ·  993 ·  994 ·  995 ·  996 ·  997 ·  998 ·  999 ·  1000 ·  1001 ·  1002 ·  1003 ·  1004 ·  1005 ·  1006 ·  1007 ·  1008 ·  1009 ·  1010 ·  1011 ·  1012 ·  1013 ·  1014 ·  1015 ·  1016 ·  1017 ·  1018 ·  1019 ·  1020 ·  1021 ·  1022 ·  1023 ·  1024 ·  1025 ·  1026 ·  1027 ·  1028 ·  1029 ·  1030 ·  1031 ·  1032 ·  1033 ·  1034 ·  1035